# Alberto Burri
Alberto Burri, född 12 mars 1915 i Città di Castello, Italien, död 15 februari 1995 i Nice, Frankrike, var en italiensk abstrakt målare och skulptör.

## Biografi
Alberto Burri tog en medicinsk examen 1940 vid universitetet i Perugia och tjänstgjorde som militärläkare under andra världskriget. Efter att hans enhet tagits som krigsfångar i Tunisien internerades han i Howze-lägret i Gainesville i Texas 1944, där han började måla. Frigiven 1947 bosatte han sig i Rom och hade sin första separatutställning på Galleria La Margherita 1947.
Alberto Burri inriktade sig snart på abstraktion och okonventionella material, vilket blev till collage med pimpsten, tjära och säckväv, som ledde till en serie dukar som utvidgade sig i tre dimensioner. Dessa arbeten är relaterade till europeisk tachism, amerikansk abstrakt expressionism och lyrisk abstraktion.
I mitten 1950-talet började Burri producera verk av förkolnat trä, säckväv och sedan svetsad plåt. I början av 1960-talet arbetade han med brinnande plast och i början av 1970-talet kom hans ”cracked paintings” eller cretti. Han skapade också en rad verk i det industriella materialet Cellotex, från 1979 och fram till 1990-talet.

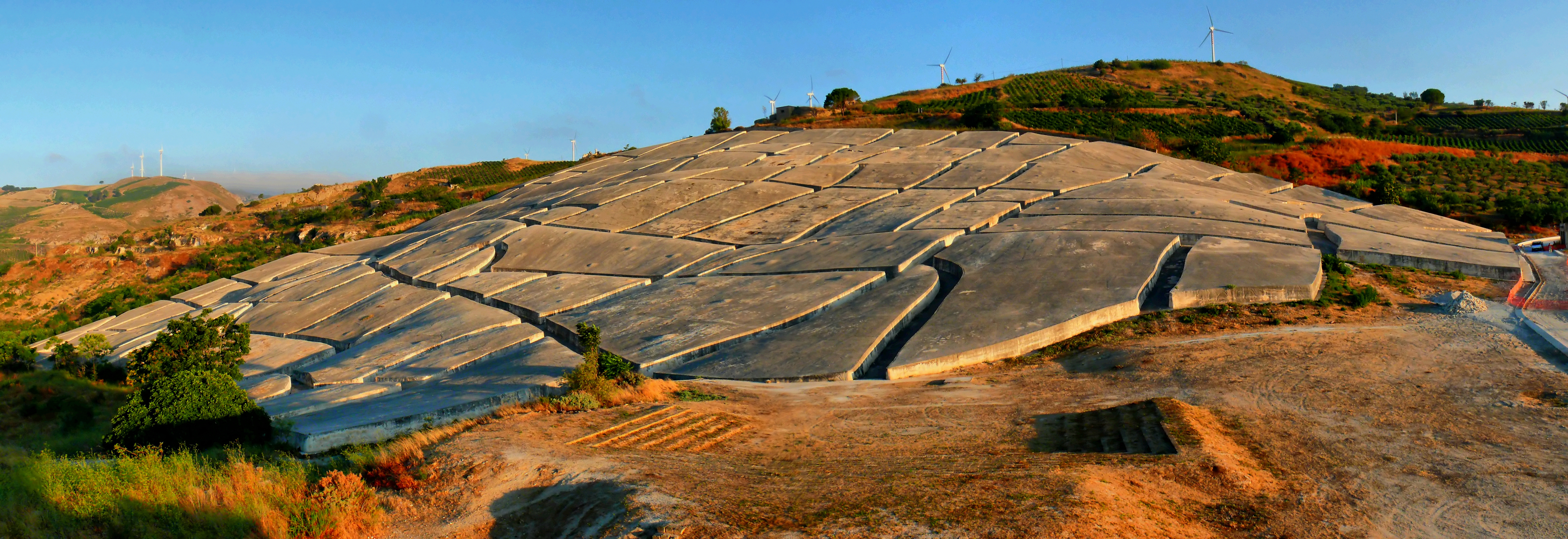
"Grande Cretto" av Gabriel Valentini

På 1980-talet utformade Burri en form av landskapskonst i staden Gibellina på Sicilien. Staden hade övergivits efter en jordbävning 1968 och Burri täckte den gamla staden med vit betong på en yta 300 gånger 400 meter, och kallade den Grande Cretto.
År 1994 tilldelades Burri Italien Order of Merit. I Città di Castello har till hans minne inrättats ett permanent museum med hans verk.